# Andrzej Stasiuk
Andrzej Stasiuk [andžej stašuk] (* 25. září 1960 Varšava) je polský spisovatel, básník a publicista.

## Biografie
Nedokončil střední školu. V první polovině 80. let 20. století se angažoval v pacifistickém hnutí, dezertoval z armády, půldruhého roku strávil ve vězení. V roce 1987 odjel z Varšavy a usadil se v Nízkých Beskydech. Získal řadu ocenění, několikrát byl i nominován na polskou literární cenu NIKE. Cenu nakonec obdržel roku 2005 za dílo 'Jadąc do Babadag'.
Je autorem četných novinových fejetonů, které uveřejňovaly Tygodnik Powszechny, Gazeta Wyborcza, Tytuł, OZON, Frankfurter Allgemeine Zeitung a další.

## Dílo
- Mury Hebronu (1992) – Zdi HebronuAndrzej Stasiuk

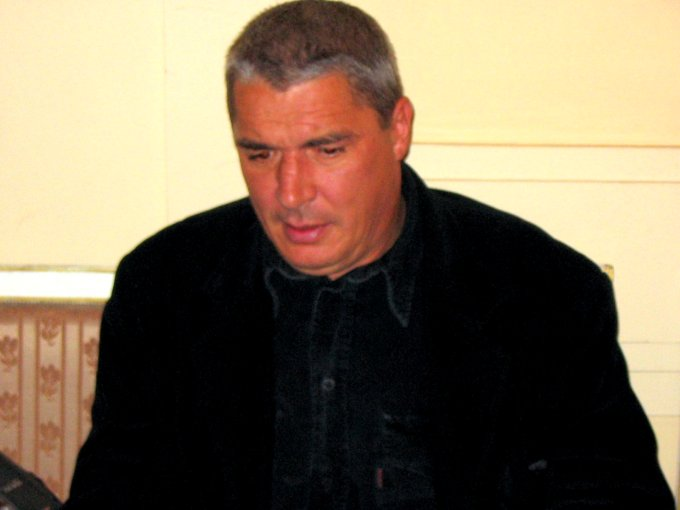
Andrzej Stasiuk

- Wiersze miłosne i nie (1994) – Milostné básně a ne
- Biały kruk (1995) – Bílá vrána (česky 2012, Paseka)
- Opowieści galicyjskie (1995) – Haličské povídky (česky 2001, Periplum)
- Przez rzekę (1996) – Přes řeku
- Dukla (1997) – Dukla (česky 2006, Periplum)
- Dwie sztuki (telewizyjne) o śmierci (1998) – Dvě hry (televizní) o smrti
- Jak zostałem pisarzem (Próba autobiografii intelektualnej) (1998) – Jak jsem se stal spisovatelem (Pokus o intelektuální biografii) (česky 2004, Prostor)
- Dziewięć (1999) - Devět
- Moja Europa. Dwa Eseje o Europie Zwanej Środkową (2000) – Moje Evropa. Dvě eseje o Evropě zvané Střední (společně s Jurijem Andruchovyčem, česky 2009, Periplum)
- Tekturowy samolot (2000) – Lepenkové letadlo
- Opowieści wigilijne (spolu s Olgou Tokarczuk a Jerzym Pilchem, 2000) – Vánoční příběhy
- Zima (2001) - Zima
- Jadąc do Babadag (2004) – Cestou do Babadagu (česky 2009, Periplum)
- Noc (2005) – Noc
- Noc. Słowiańsko-germańska tragifarsa medyczna (2005) – Noc. Slovansko-germánská lékařská tragická fraška. In: Tři hry (česky 2013, Divadelní ústav)
- Fado (2006) – Fado
- Ciemny las (2007) – Temný les. In: Tři hry (česky 2013, Divadelní ústav)
- Czekając na Turka (2009) – Čekání na Turka. In: Tři hry (česky 2013, Divadelní ústav)